# Granön (naturreservat)
Granön är ett naturreservat som omfattar ön med detta namn i Väsman i Ludvika kommun i Dalarnas län.
Området är naturskyddat sedan 2006 och är 13 hektar stort. Reservatet består av gran, tall och en del lövskog,